# Die Krabbe mit den goldenen Scheren
Die Krabbe mit den goldenen Scheren (französischer Originaltitel: Le crabe aux pinces d´or) ist der neunte Band der Abenteuer von Tim und Struppi des belgischen Zeichners Hergé. Es ist der erste Band, in dem der spätere langjährige Freund Tims, Kapitän Haddock, auftaucht.

## Handlung

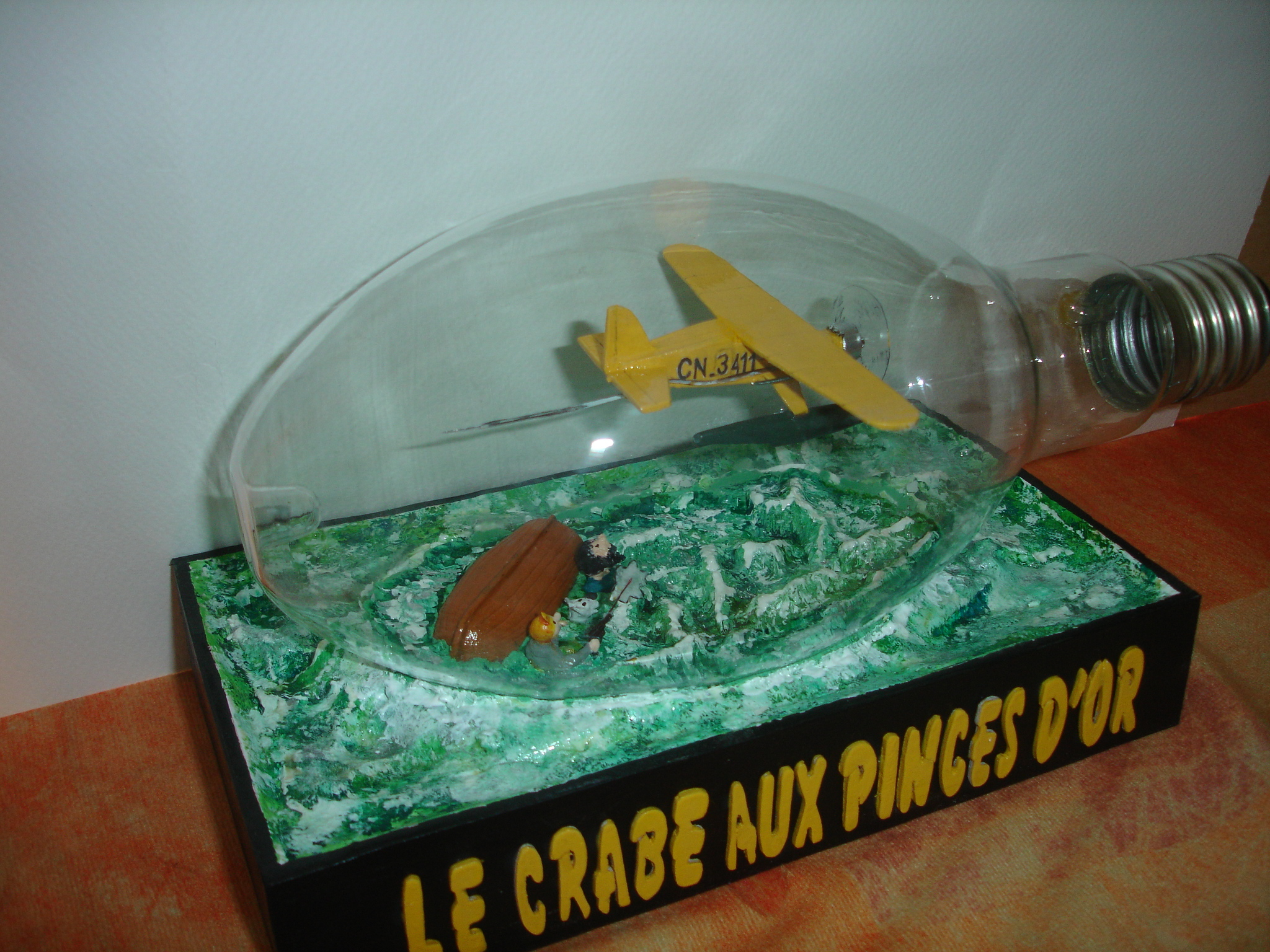
Szene aus Die Krabbe mit den goldenen Scheren: Tim schießt auf das Wasserflugzeug einer Verbrecherbande (Modell in einer zur Geduldsflasche umfunktionierten Glühlampe)

Tim wird von Schulze und Schultze darüber informiert, dass sich ein Mord ereignet hat und man bei dem Toten einen Teil eines Etiketts einer Konservendose mit der handschriftlichen Bemerkung Karaboudjan gefunden hat. Seine Nachforschungen und die Entführung eines japanischen Herrn, der mit Tim sprechen wollte, führen ihn zu einem Schiff mit dem Namen Karaboudjan.
Tim und Struppi betreten den Frachter gemeinsam mit Schulze und Schultze, um Nachforschungen anzustellen. Dort wird Tim von einigen Matrosen überwältigt, die Schulze und Schultze mitteilen, Tim sei bereits von Bord gegangen, so dass die beiden Detektive ebenfalls das Schiff verlassen, das kurz darauf ablegt. Tim und Struppi werden in einen Maschinenraum gesperrt, wo Tim größere Mengen Opium entdeckt. Die gesamte Schiffsbesatzung entpuppt sich als Verbrecherbande – unter Führung des ersten Offiziers Allan.
Der alkoholkranke Kapitän Haddock weiß nichts von den Machenschaften seiner Besatzung, denn er befindet sich in einem permanenten Rauschzustand, den Allan aufrechterhält, indem er seinen Kapitän regelmäßig mit Whisky versorgt und so die Kontrolle über das Schiff behält. Kurz bevor Tim von den Verbrechern ertränkt werden soll, gelingt es ihm, sich zu befreien. Er überwältigt etliche Verbrecher und flieht mit Struppi und Kapitän Haddock in einem Rettungsboot. Allan schickt ein kleines, mit einem Maschinengewehr bestücktes Wasserflugzeug hinterher, um die Flüchtlinge zu beseitigen. Tim gelingt es, den Motor des Flugzeugs mit einem Pistolenschuss lahmzulegen und damit das Flugzeug zur Wasserung zu zwingen. Tim nimmt den Piloten und seinen Begleiter gefangen.
Mit dem reparierten Flugzeug fliegt er mit Haddock, Struppi und den gefesselten Gangstern davon. Sie geraten in ein Unwetter, und Haddock, der eine Flasche Whisky findet, betrinkt sich und schlägt Tim mit der Flasche bewusstlos. Das Flugzeug muss in der Wüste notlanden und brennt völlig aus. Die Gefangenen befreien sich und fliehen. Haddock, Tim und Struppi marschieren durch die Wüste. Nach einem langen Weg brechen sie zusammen, werden von Männern gerettet und in eine französische Festung gebracht.
Es stellt sich heraus, dass sie in Marokko gelandet sind. Sie reisen in eine der Küstenstädte und entdecken im Hafen die Karaboudjan, die mittlerweile den neuen Namen Djebel Amilah bekommen hat. Dort treffen sie Allan und seine Bande wieder, deren Chef der reiche und angesehene Geschäftsmann Omar Ben Salaad ist und die Rauschgift in großem Stil schmuggelt. Nach mehreren Abenteuern, inklusive Entführung, Folterung und einer Verfolgungsjagd mit Motorbooten, kann Tim die Bande samt Ben Salaad und Allan dingfest machen. Der entführte – und mittlerweile befreite – Japaner entpuppt sich als Ermittler der japanischen Polizei, der dem Syndikat auf der Spur war. Er berichtet Tim von einigen Hintergründen der Geschichte.

## Geschichte des Bandes
Eigentlich hatte Hergé im September 1939 – wie üblich in der Wochenbeilage des Le Vingtième Siècle – mit der Erzählung von Im Reiche des Schwarzen Goldes begonnen. Im Mai 1940 war aber Brüssel in die Hände der Nazis gefallen und diese hatten die Erscheinung des Vingtième Siècle gestoppt. Eine Geschichte, die auch noch von Kriegstreiberei und totalitären Regimes handelte, konnte er so nicht weiter veröffentlichen. Hergé wusste aber, dass sein Held inzwischen so populär geworden war, dass er auch in einer anderen Form erfolgreich erscheinen konnte. Hergés Held fand ziemlich schnell den Einzug in den Le Soir. Das hatte zwar den Vorteil, dass dessen Auflage erheblich größer war als die des Vingtième, allerdings auch den Nachteil, dass diese Zeitung von den Deutschen kontrolliert wurde und auch für Propaganda missbraucht wurde. Obwohl das heute von den meisten Tintinologen entschieden verneint wird, wurde Hergé deswegen nach dem Krieg häufig Kollaboration mit den Deutschen vorgeworfen. Immerhin hatte Hergé ein Angebot von Léon Degrelle ausgeschlagen, dessen Chefzeichner zu werden. Diesen kannte Hergé schon lange und er war durch ihn überhaupt erst auf Comics aufmerksam geworden.
Also gingen die Tims Abenteuer am 17. Oktober 1940 in einer neu geschaffenen Wochenbeilage Le Soir Jeunesse des Le Soir weiter, allerdings mit einer neuen Geschichte, die vorsichtigerweise nichts mit Politik zu tun hatte. Auch diese Form der Veröffentlichung hielt sich nicht sehr lange. 1941 wurde das Papier in Folge des Krieges knapp und Tim erschien nun als Comicstrip im Le Soir, zuerst auf einer halben Seite, dann nur noch als einzelne Bildzeile, also in einer Form, die auch heute in Tageszeitungen noch sehr verbreitet ist. Die Umstellung von zwei Seiten pro Woche auf eine Zeile pro Tag erforderten auch inhaltlich einige Umstellungen, da jetzt mehr Höhepunkte erwartet wurden.
Tim lernt in dieser Geschichte Kapitän Haddock kennen, der zu Tims bestem Freund wird. Anders als die übrigen Nebenpersonen ist Haddock in allen folgenden Abenteuern in einer wesentlichen Rolle vertreten. Er ist charakterlich das pure Gegenstück zu Tim: Ausfallend, leicht reizbar, bemitleidenswert und meist betrunken. Trotzdem oder vielleicht gerade deswegen gibt die Figur den Geschichten eine ganz neue Tiefe. Haddocks Rolle drängt allerdings diejenige von Struppi etwas an den Rand.
Nachdem die Geschichte abgeschlossen war, erschien sie wie üblich bei Casterman als Album. Es war das letzte Album, das in Schwarz-Weiß erschien, denn 1943 hatte der Verlag die erste Farbdruckmaschine gekauft. Weil das Papier nach wie vor sehr teuer war, wurden für den Farbdruck die Geschichten auf 64 Seiten zusammengekürzt, gegenüber von 100–130 bei den Schwarzweißversionen. Bei Die Krabbe mit den goldenen Scheren stellte sich das Problem allerdings umgekehrt: Die Geschichte war in der ursprünglichen Fassung 10 Seiten zu kurz, um ins neue Format zu passen. Hergé fügte daher im gleichen Jahr, als der ganze Band neu und in Farbe gezeichnet werden sollte, zusätzliche Bilder ein oder vergrößerte bestimmte erheblich.
In den 1960er Jahren wurde der Band in den Vereinigten Staaten mit zahlreichen Änderungen veröffentlicht. Im Original wurde Haddock von Schwarzen geschlagen, diese wurden in Araber und Weiße geändert. Außerdem wurde eine Szene entfernt, in welcher Haddock Whisky direkt aus der Flasche trinkt. Hergé kommentierte diese Änderungen wie folgt: „Everyone knows that Americans never drink whisky. (...) and that there are no blacks in America.“ (dt.: „Jeder weiß, dass Amerikaner nie Whisky trinken und dass es dort keine Schwarzen gibt.“)
Die Karaboudjan wurde vom Schiff Glengarry aus Glasgow inspiriert.
Die Bruchlandung und Wanderung durch die Wüste von Französisch-Marokko wurde aus dem Roman "Die weiße Staffel" von Joseph Peyre entliehen.

## Verfilmungen
1947 wurde der Band in Belgien von Claude Misonne in Stop-Motion-Animationstechnik verfilmt. Es handelte sich dabei um die erste Verfilmung eines Tim-und-Struppi-Bandes überhaupt. Der Film folgt der Geschichte der Comicvorlage getreu. Seit 2008 ist er als französische DVD erhältlich.
Die Krabbe mit den goldenen Scheren gehört zusammen mit Das Geheimnis der „Einhorn“ und Der Schatz Rackhams des Roten zu den drei Tim-und-Struppi-Bänden, auf denen Steven Spielbergs Film Die Abenteuer von Tim und Struppi – Das Geheimnis der Einhorn aus dem Jahr 2011 hauptsächlich basiert. Die Handlung weicht stark von den Vorlagen ab.
Die Geschichte wurde auch in zwei Zeichentrickfilm-Serien umgesetzt, 1957 von Belvision und 1991 als französisch-kanadische Koproduktion.